# South Carolinas generalförsamling
South Carolinas generalförsamling (engelska: South Carolina General Assembly) är den lagstiftande församlingen i den amerikanska delstaten South Carolina som består av två kamrar.

## Senaten
South Carolinas senat (engelska: South Carolina Senate) har 46 senatorer som väljs i majoritetsval från 46 distrikt på mandatperioder om 4 år. Det finns ingen begränsning i antalet mandatperioder som en senator kan väljas.

## Representanthuset
South Carolinas representanthus (engelska: South Carolinas House of Representatives) består av 124 ledamöter som representerar 124 distrikt i majoritetsval på 2-åriga mandatperioder. Det finns ingen begränsning i antalet mandatperioder en ledamot kan väljas.

## Bildgalleri

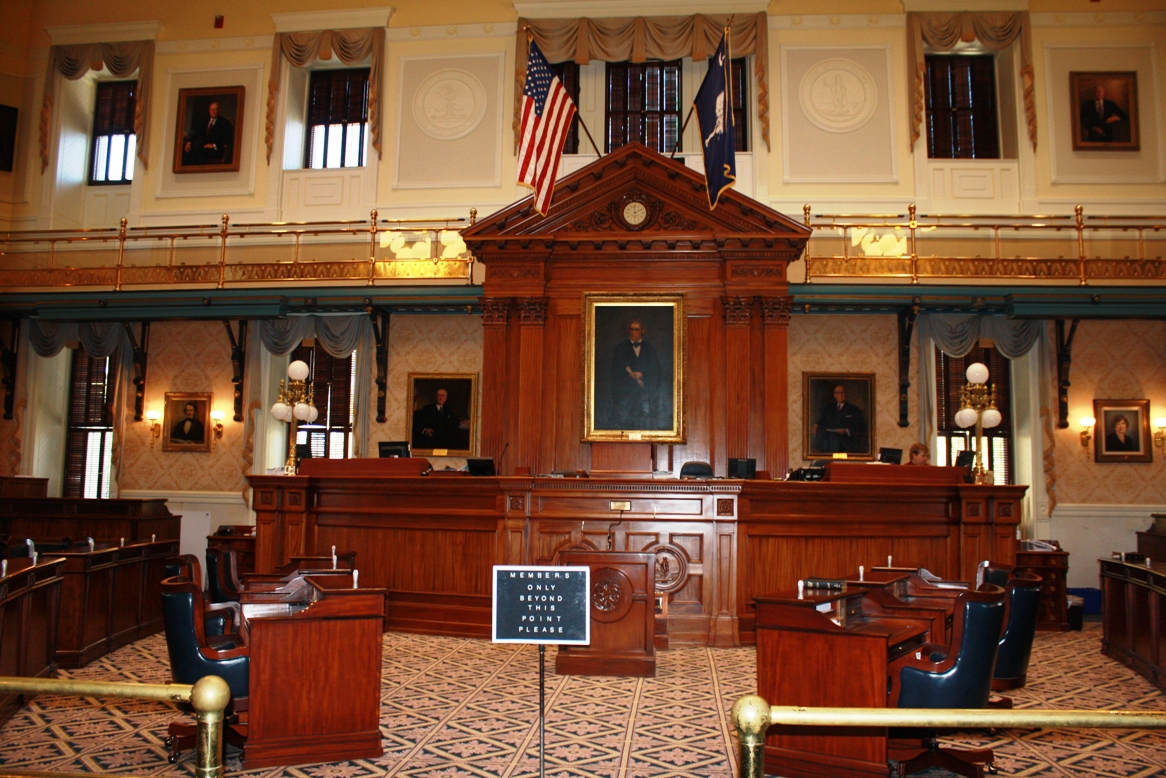
Senatens kammare
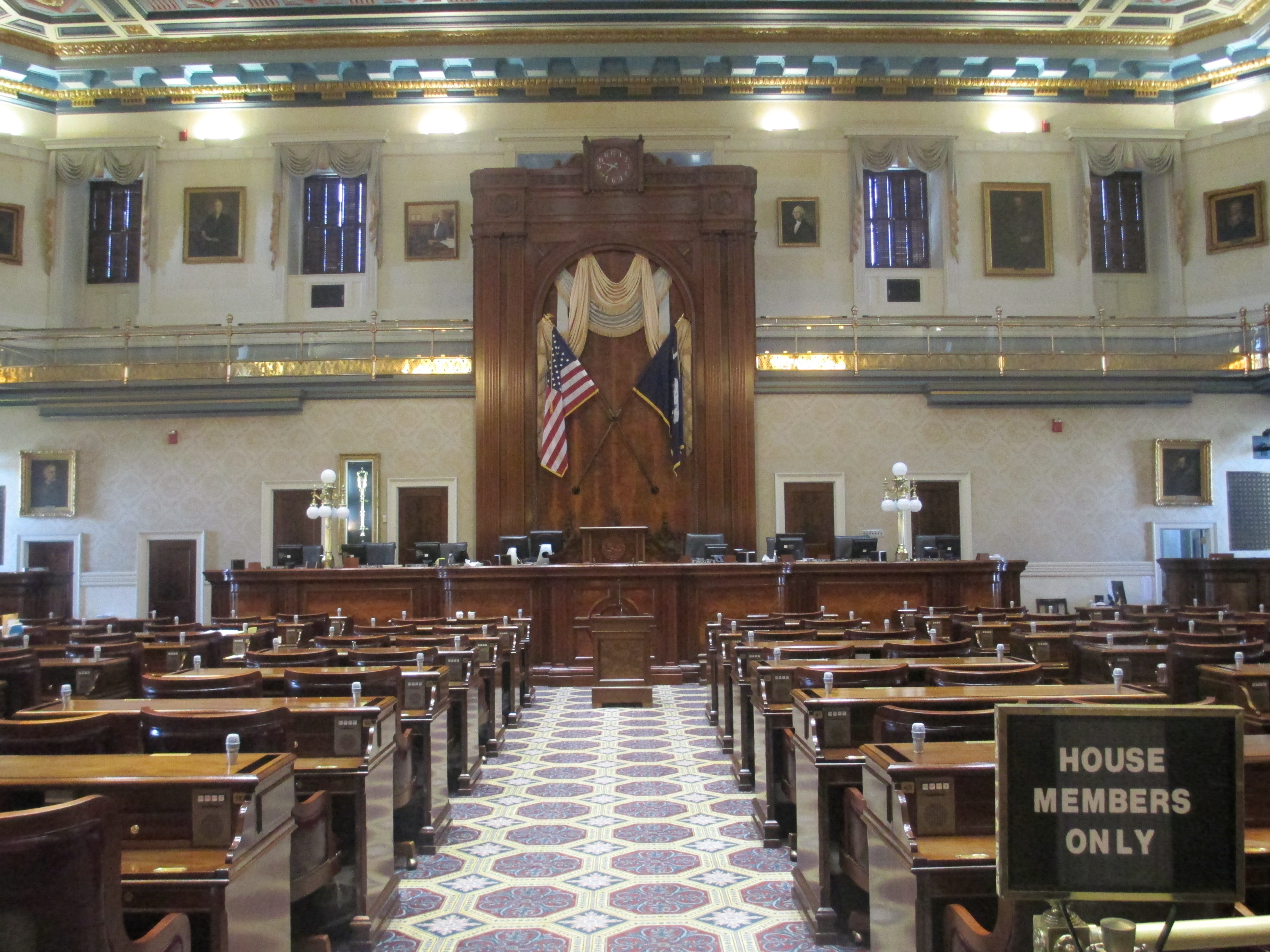
Representanthusets kammare